# Hjo folkhögskola
Hjo folkhögskola, tidigare Skara stifts folkhögskola, ligger i Hjo i Västergötland.
Skolan grundades 1958. Dess huvudman är Svenska kyrkan i Skara stift, och den är en av fyra svenska folkhögskolor som utbildar kantorer. Den erbjuder också musiklinje, Svenska kyrkans grundkurs och allmän linje.
Hjo konstskola ingår också i skolans organisation.

## Orglar
Det finns tre stycken orglar byggda av Ålems Orgelverkstad år 2000. Alla tre har likadan disposition.
Disposition:
| Manual I                 | Manual II                | Pedal      | Koppel |
| Principal 8´             | Gedackt 8´               | Subbas 16´ | I/P    |
| Octava 4´                | Flöjt 4´ (Växelregister) |            | II/P   |
| Flöjt 4´ (Växelregister) | Nasat 3´ diskant         |            | II/I   |

## Rektorer
- 1958–1975 Arvid Ydman
- 1975–1977 Robert Rebas
- 1978–1982 Erland Olsson
- 1983–1994 Lars Hjertén
- 1995–2007 Tomas Uvesten
- 2008–2009 Tell-Inge Leandersson
- 2009–2011 Tomas Uvesten
- 2011–2013 Tommy Johansson
- 2013–2014 Håkan Söderlund
- 2015–2020 Rickard Sandberg
- 2020–     Andreas Cederlund